# Latijns schrift
Het Latijns schrift is een alfabetisch schrift waarvoor in de loop der eeuwen een aantal alfabetten is ontwikkeld voor gebruik in vrijwel alle westerse geschreven talen, voornamelijk Noord- en Zuid-Amerika, bijna heel Europa, Sub-Saharaans Afrika en een aantal Aziatische landen in vooral Australazië en Centraal-Azië. Het Latijns schrift heeft het grootste aantal gebruikers ter wereld.

## Geschiedenis
Het Latijnse schrift ontstond uit het Fenicische schrift, dat op zijn beurt uit het Proto-Sinaïtisch schrift ontstond. Het laatste ontstond waarschijnlijk door contact van sprekers van Semitische talen in de Levant met het Oude Egypte. Het Proto-Sinaïtisch was gebaseerd op Egyptische hiërogliefen, maar sterk versimpeld. In gewijzigde vorm werd dit schrift door de Feniciërs overgenomen. De oude Grieken hebben daar weer een eigen alfabet van afgeleid, dat in een aantal tekens van het Fenicische schrift verschilde.
Het klassiek Latijns alfabet is van het Etruskische en Griekse alfabet afgeleid en telde in de tijd van Cicero 21 letters. Voor het weergeven van Griekse woorden werden later de Y en de Z toegevoegd. De I en de V hadden zowel vocalische als consonantische waarde. In de middeleeuwen werd de J toegevoegd ter vervanging van de I als consonant (medeklinker); en de U als vervanging van de V als vocaal of klinker. De W is een latere toevoeging voor sommige talen. De W was een dubbele V om de klank /w/ weer te geven (de bilabiale semivocaal van bijvoorbeeld: sneeuw, warm, weg).

## Verspreiding

De verspreiding van het Latijnse schrift. De donkergroene gebieden tonen de landen waar het Latijnse schrift het enige officiële schrift is. Lichtgroen geeft landen weer waar het Latijnse schrift naast andere schriften bestaat. Het Latijns alfabet wordt soms op grote schaal gebruikt in grijsgekleurde gebieden als gevolg van het gebruik van niet-officiële tweede talen, zoals het Frans in Algerije en het Engels in Egypte, en Latijnse transliteratie van het officiële schrift, zoals pinyin in China.

Het Latijnse alfabet verspreidde zich, samen met het Latijn, van het Italiaanse schiereiland naar de landen rond de Middellandse Zee met de uitbreiding van het Romeinse Keizerrijk. De oostelijke helft van het rijk, inclusief Griekenland, Turkije, de Levant en Egypte, bleef het Grieks als lingua franca gebruiken, maar in de westelijke helft werd Latijn veel gesproken en toen de westerse Romaanse talen uit het Latijn evolueerden, gingen ze verder met het gebruik en het aanpassen van het Latijnse alfabet.

### Middeleeuwen
Met de verspreiding van het Westers christendom in de middeleeuwen, werd het Latijnse alfabet geleidelijk overgenomen door de volkeren van Noord-Europa die Keltische talen spraken (wat het Ogham-alfabet verdrong) of Germaanse talen (wat de eerdere Runen-alfabetten verdrong) of Baltische talen, evenals door sprekers van verschillende Oeraalse talen, met name het Hongaars, Fins en Estisch.
Het Latijnse schrift werd ook gebruikt voor het schrijven van de West-Slavische talen en verschillende Zuid-Slavische talen, omdat de sprekers van die talen zich tot het rooms-katholicisme bekeerden. De sprekers van de Oost-Slavische talen namen in het algemeen het cyrillisch schrift en het orthodoxe christendom over. De Servische taal gebruikt beide schriften, waarbij het cyrillisch de overhand heeft in officiële communicatie en het Latijns schrift elders, zoals bepaald door de Wet op het Officiële Gebruik van de Taal en het Alfabet.

### Sinds de 16e eeuw
Zelfs tot en met 1500 was het gebruik van Latijnse schrift voornamelijk beperkt tot de talen die in West-, Noord- en Midden-Europa werden gesproken. De orthodox-christelijke Slaven van Oost- en Zuidoost-Europa gebruikten voornamelijk het cyrillisch en het Griekse alfabet werd gebruikt door Griekssprekenden rond de oostelijke Middellandse Zee. Het Arabisch schrift was wijdverspreid in de islamitische wereld, zowel onder Arabieren als niet-Arabische volken zoals de Iraniërs, Berbers, Indonesiërs, Maleiers en Turken. Het grootste deel van de rest van Azië gebruikte een verscheidenheid aan Brahmische schriften of het Chinese schrift.
Door Europese kolonisatie heeft het Latijnse schrift zich verspreid naar Amerika, Oceanië, delen van Azië, Afrika en de Stille Oceaan, in vormen die zijn gebaseerd op de Spaanse, Portugese, Engelse, Franse, Duitse en Nederlandse alfabetten.
Het wordt gebruikt voor veel Austronesische talen, waaronder de talen van de Filipijnen en de Maleisische en Indonesische talen, ter vervanging van eerdere Arabische en inheemse Brahmische schriften. Latijnse letters dienden als basis voor de vormen van het Cherokee syllabisch schrift ontwikkeld door Sequoyah; de geluidswaarden zijn echter totaal verschillend.

### Sinds de 19e eeuw
Aan het eind van de 19e eeuw keerden de Roemenen terug naar het Latijnse alfabet, dat ze hadden gebruikt tot het Concilie van Bazel in 1439, voornamelijk omdat Roemeens een Romaanse taal is. De Roemenen waren overwegend orthodoxe christenen, en hun kerk, die in toenemende mate werd beïnvloed door Rusland na de val van het Byzantijns Griekse Constantinopel in 1453 en de gevangenname van de Grieks-orthodoxe patriarch, begon met het bevorderen van het gebruik van het Slavische cyrillisch.
Onder Franse heerschappij en Portugese missionaire invloed werd een Latijns alfabet bedacht voor de Vietnamese taal, die voorheen Chinese karakters had gebruikt.

### Sinds de 20e eeuw
In 1928 nam de nieuwe Republiek Turkije, als onderdeel van de hervormingen van Mustafa Kemal Atatürk, een Latijns alfabet aan voor de Turkse taal, ter vervanging van een aangepast Arabisch alfabet. De meeste van de Turkssprekende volkeren van de voormalige Sovjet-Unie, waaronder Tataren, Basjkieren, Azerbeidzjanen, Kazachen en Kirgiezen, gebruikten in de jaren dertig het Latijnse Uniform Turkic-alfabet, maar in de jaren veertig werden ze allemaal vervangen door het cyrillisch. In 2017 heeft Kazachstan het Latijnse schrift aangenomen als zijn tweede officiële schrift dat het cyrillisch tegen 2025 moet gaan vervangen.
Na het uiteenvallen van de Sovjet-Unie in 1991 hebben drie van de nieuwe onafhankelijke Turkssprekende republieken, Azerbeidzjan, Oezbekistan, Turkmenistan en Kazachstan, evenals het Roemeenssprekende Moldavië, officieel Latijnse alfabetten aangenomen voor hun talen. Kirgizië, het Iraanssprekende Tadzjikistan en de afgescheiden regio Transnistrië behielden het cyrillische alfabet, voornamelijk vanwege hun nauwe banden met Rusland.
In de jaren dertig en veertig verving de meerderheid van de Koerden het Arabische schrift door twee Latijnse alfabetten. Hoewel de enige officiële Koerdische regering een Arabisch alfabet gebruikt voor openbare documenten, wordt het Latijns Koerdische alfabet door de meerderheid van de Koerdischsprekenden in de gehele regio veel gebruikt.

### 21e eeuw
Op 15 september 1999 hebben de autoriteiten van Tatarije, Rusland, een wet aangenomen die ervoor zorgt dat het Latijnse schrift in 2011 naast het cyrillisch voor de Tataarse taal een co-officieel schrift wordt. Een jaar later heeft de Russische regering de wet echter verworpen en Latinisering op haar grondgebied verboden.
In 2015 kondigde de regering van Kazachstan aan dat een Kazachs Latijns alfabet het Kazachse cyrillische alfabet in 2025 zou vervangen als het officiële schrift voor de Kazachse taal. Er zijn ook gesprekken over het overschakelen van het cyrillische schrift naar het Latijns in Oekraïne, Kirgizië, en Mongolië.
In oktober 2019 heeft de organisatie National Representational Organization for Inuit in Canada (ITK) aangekondigd dat ze een uniform schrift voor de Inuittalen in het land zullen invoeren. Het schrift is gebaseerd op het Latijnse alfabet en is gemodelleerd naar het schrift dat voor het Groenlands wordt gebruikt.

## Letters

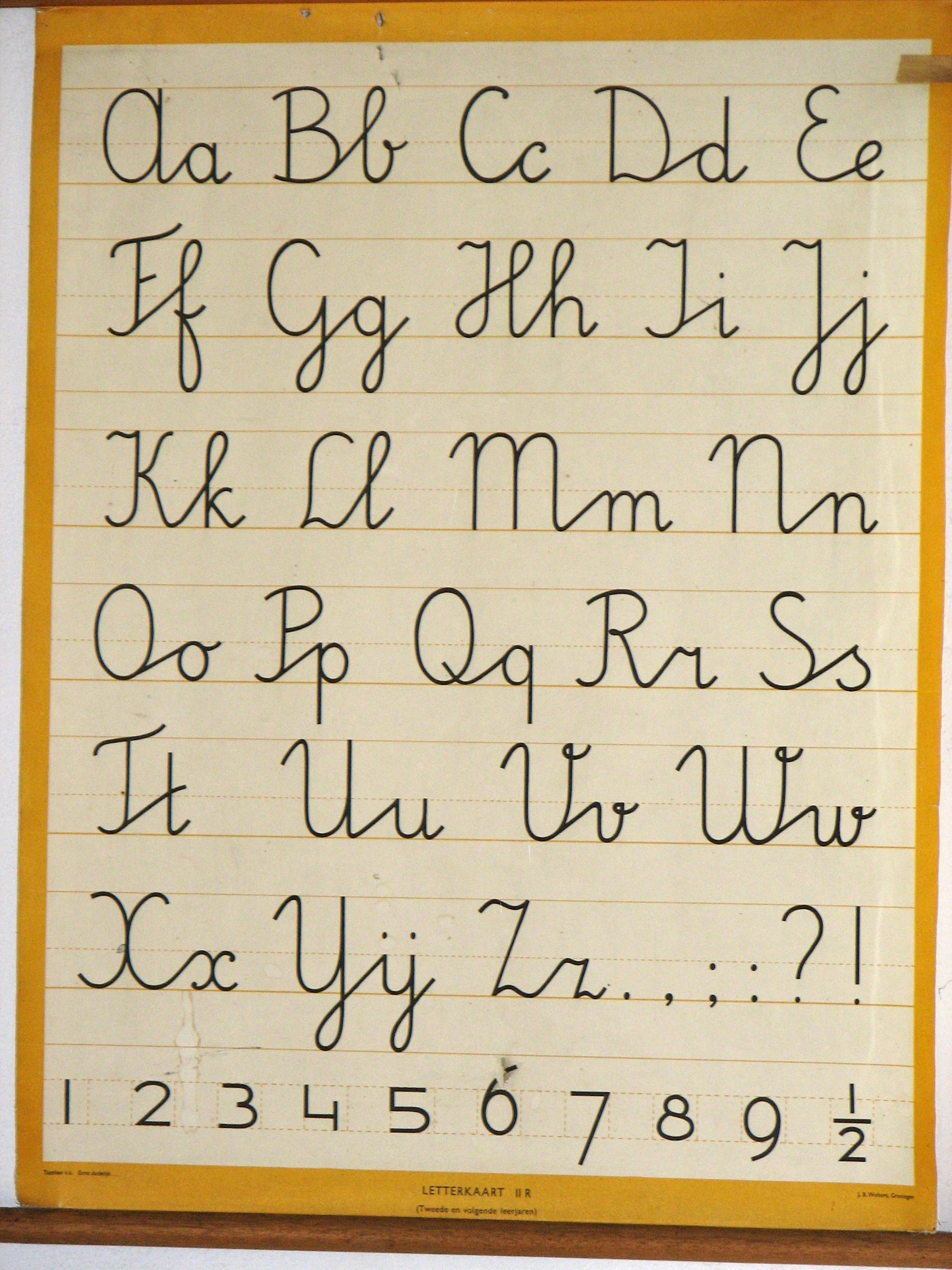
Schrijfletters in het Nederlands

Afgezien van diakritische tekens bestaan de meeste Latijnse alfabetten uit de volgende 26 letters. De Nederlandse namen van de letters zijn, op een enkele uitzondering na, niets anders dan de letters zelf. In de tabel is een laatste kolom toegevoegd met een weergave van de naam van de letter in het Nederlands en IPA. In andere talen zijn de namen soms anders.
| letter | letter | "fonetisch"                       | "fonetisch" |
| letter | letter | Nederlands                        | IPA         |
| ------ | ------ | --------------------------------- | ----------- |
| A      | a      | aa                                | [a]         |
| B      | b      | bee                               | [be]        |
| C      | c      | see                               | [se]        |
| D      | d      | dee                               | [de]        |
| E      | e      | ee                                | [e]         |
| F      | f      | ef                                | [ɛf]        |
| G      | g      | gee                               | [ɣe]        |
| H      | h      | haa, hache*                       | [ha], [aʃ]  |
| I      | i      | ie                                | [i]         |
| J      | j      | jee                               | [je]        |
| K      | k      | kaa                               | [ka]        |
| L      | l      | el                                | [ɛl]        |
| M      | m      | em                                | [ɛɱ]        |
| N      | n      | en                                | [ɛɴ]        |
| O      | o      | oo                                | [o]         |
| P      | p      | pee                               | [pe]        |
| Q      | q      | kuu                               | [ky]        |
| R      | r      | er                                | [ɛɹ]        |
| S      | s      | es                                | [ɛs]        |
| T      | t      | tee                               | [te]        |
| U      | u      | uu                                | [y]         |
| V      | v      | vee                               | [ve]        |
| W      | w      | wee                               | [ʋe]        |
| X      | x      | iks                               | [ɪks]       |
| Y      | y      | i-grec, Griekse ij, ypsilon, ij** |             |
| Z      | z      | zet                               | [zɛt]       |
(*) De uitspraak "ha" is standaard. "hache" wordt alleen gebruikt in de Vlaamse spreektaal.
(**) De letter Y wordt ook in Nederlandse wetenschappelijke begrippen gebruikt, zoals in Y-as en Y-chromosoom, maar daarin uitgesproken als ij. Worden de letters van het alfabet op volgorde opgezegd, dan zegt men ook meestal ij. Wordt een woord gespeld, dan zegt men vaak i-grec, Griekse ij of ypsilon.
Diverse talen hebben extra tekens aan het alfabet toegevoegd om te voorzien in taalspecifieke schrijfwijzen voor taaleigen klanken. Soms worden deze als aparte letters beschouwd (zoals de Ñ in het Spaans en de Å en Ø in Scandinavische talen) die een eigen plaats in de alfabetische volgorde hebben, en soms worden ze als varianten van bestaande letters beschouwd.
- Letters met diakritische tekens (accenten).
- Dubbele letters (digrafen of ligaturen). Een Nederlands voorbeeld is IJ. Verder Æ, Œ en de Spaanse Ll.
- Andere tekens, zoals de IJslandse Ð (edh) en Þ (thorn).

Het uiterlijk van een letter kan zeer verschillend zijn:
- Het gekozen lettertype kan bij sommige letters, onder andere de g, een groot verschil maken.
- De hoofdletter is groter dan de kleine letter, maar vaak is er nog meer verschil. Dit is onder andere het geval bij a, b, d, e, g, l, n, q, r, t.
- In handschrift is het uiterlijk van een letter weer anders. Dit is natuurlijk afhankelijk van de schrijver. In verschillende landen wordt vaak een ander handschrift onderwezen, waardoor lezers soms moeite hebben om het handschrift te lezen van iemand uit een ander land.
- Cursieve drukletters zijn soms gelijk aan romein, door de letters onder een hoek te zetten, maar meestal zijn er meer verschillen en dan is de cursieve letter veelal van de schrijfletter afgeleid.